# Besturn B70
Der Besturn B70 (in China teilweise auch nur Besturn) ist ein Mittelklasse-PKW der chinesischen Marke Besturn.

## 1. Generation (2006–2014)
Der B70 der ersten Generation basiert technisch auf der ersten Generation des Mazda6. Der 2006 erstmals präsentierte und eingeführte Wagen wurde 2009 überarbeitet, dabei wurde der Kühlergrill der anfangs drei Doppelquerstreben hatte auf fünf Einzelquerstreben umgestaltet. 2012 folgte eine weitere Überarbeitung, mit zwei Doppelquersteben im Kühlergrill, die auf der Auto China desselben Jahres formal erstmals präsentiert wurde.
Angetrieben wird der Wagen wahlweise von einem 2,0-l-Ottomotor mit 108 kW oder einem 2,3-l-Ottomotor mit 120 kW. Für die 2,0-l-Version stehen ein Sechsgang-Schaltgetriebe und ein Fünfgang-Automatikgetriebe zur Wahl, bei der 2,3-l-Version ist das Automatikgetriebe serienmäßig. 2010 zeigte Besturn in Shanghai ein Konzeptfahrzeug mit Brennstoffzellenantrieb (FCEV). Ein Fahrzeug mit Hybridantrieb (HEV) wurde 2008 auf einer Pressekonferenz in Peking vorgestellt.
Die Sicherheits-Ausstattung ist dem Preis entsprechend deutlich höher als bei chinesischen Autos sonst üblich. Airbags für Fahrer und Beifahrer sind ebenso serienmäßig wie ABS und eine Traktionskontrolle. Gegen Aufpreis gab es zahlreiche weitere Airbags. Zur sonstigen Ausstattung gehört serienmäßig eine Klimaanlage; gegen Aufpreis gibt es Dinge wie DVD-Player und Navigationssystem.

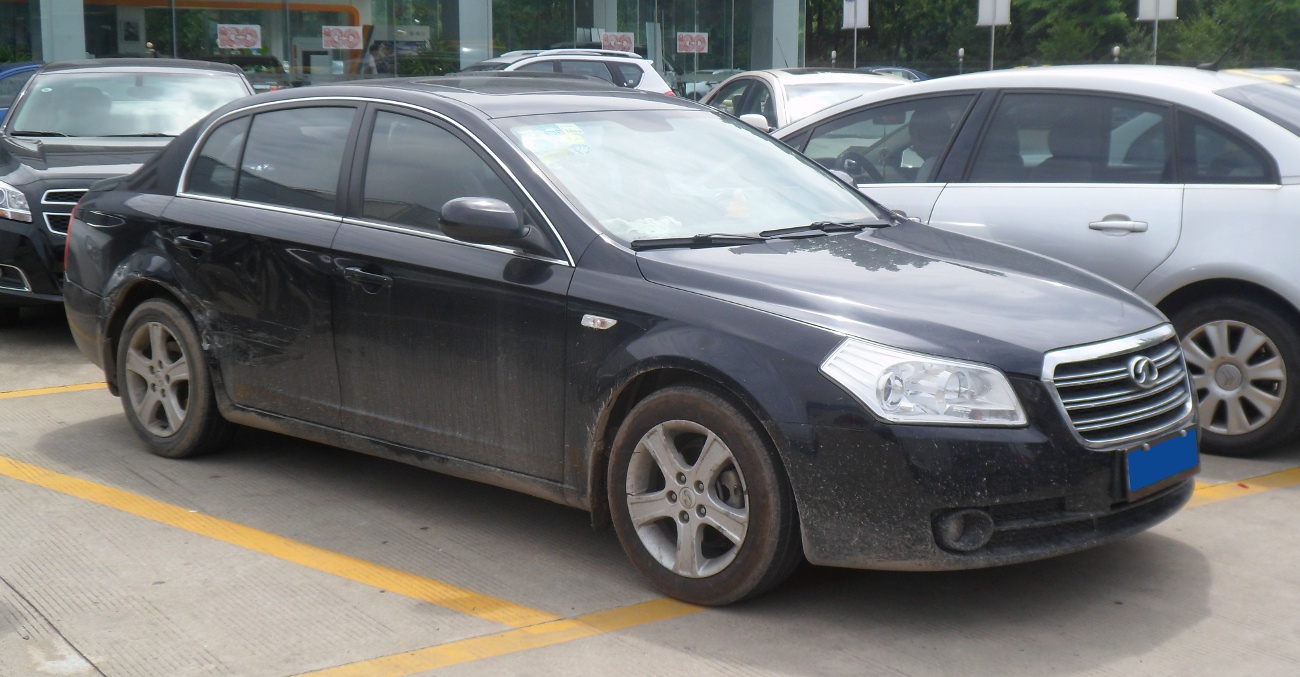
Frontansicht (2006–2009)
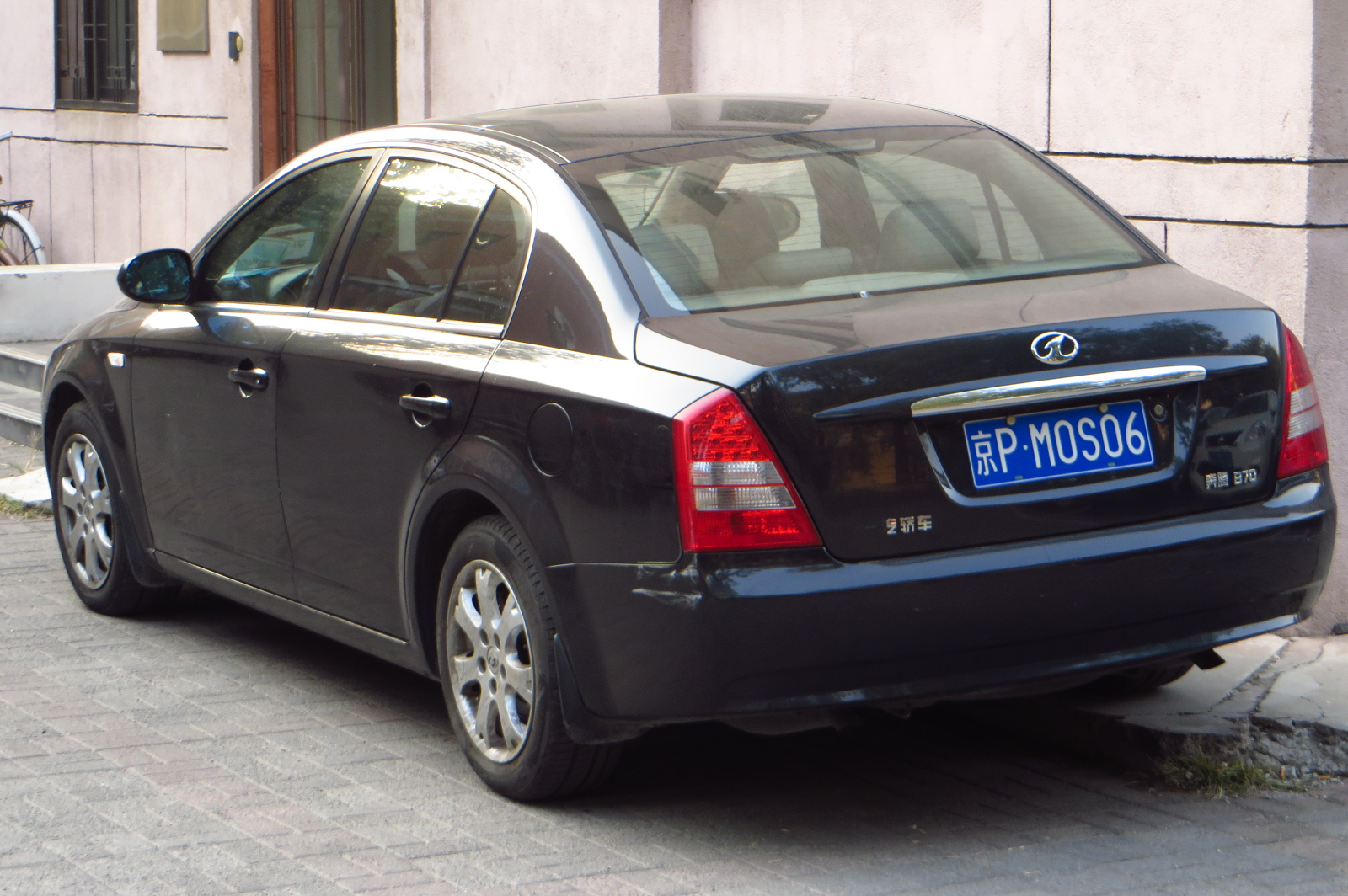
Heckansicht (2009–2012)
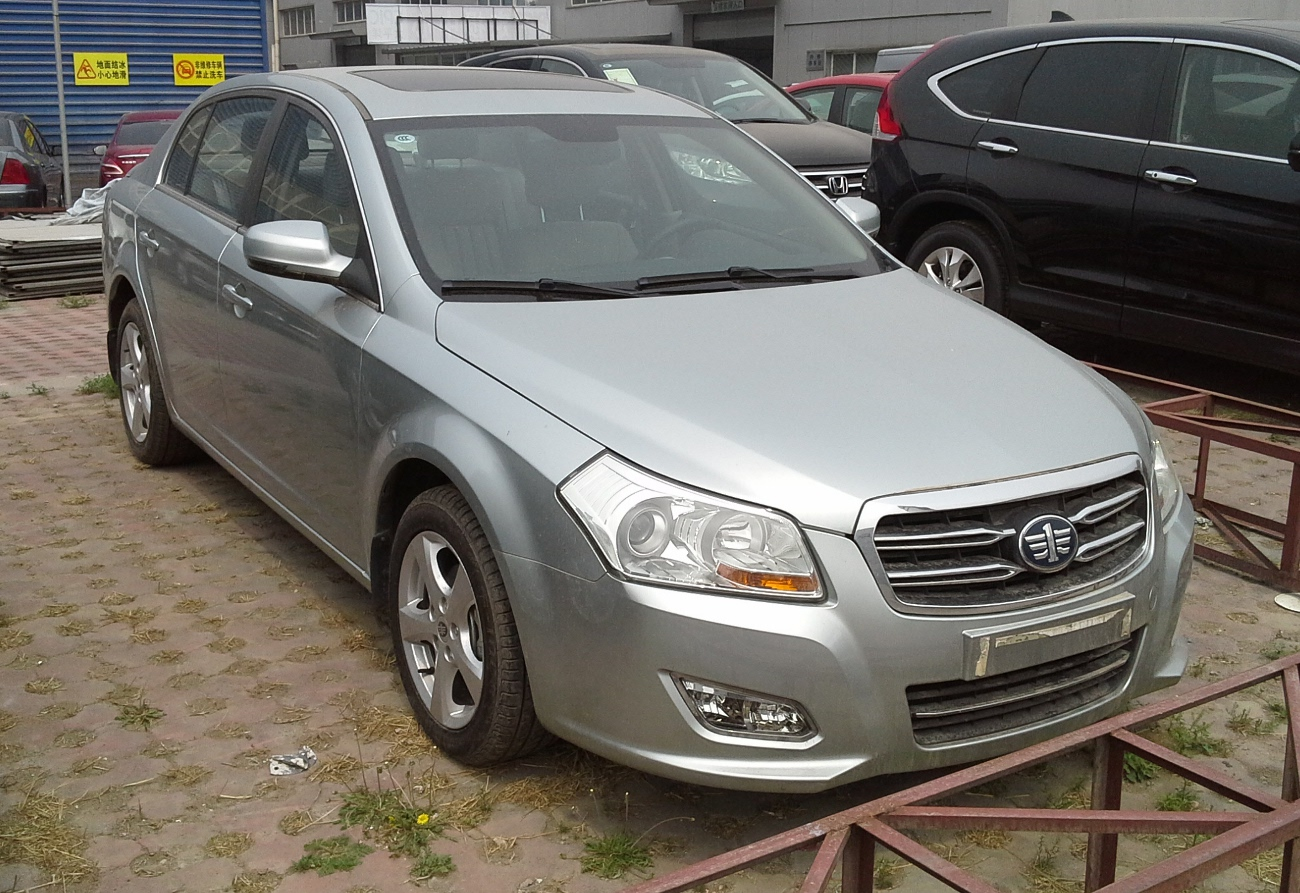
Frontansicht (2012–2014)
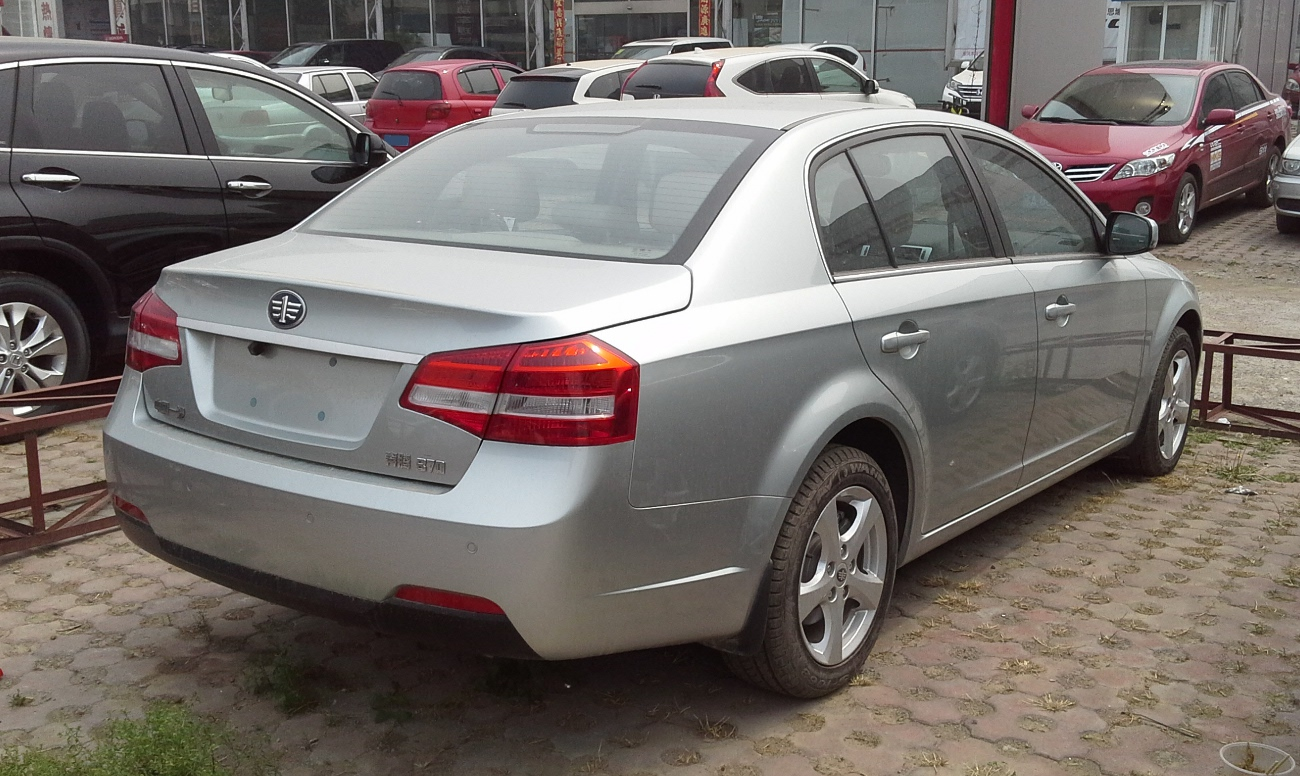
Heckansicht (2012–2014)

## 2. Generation (2014–2018)

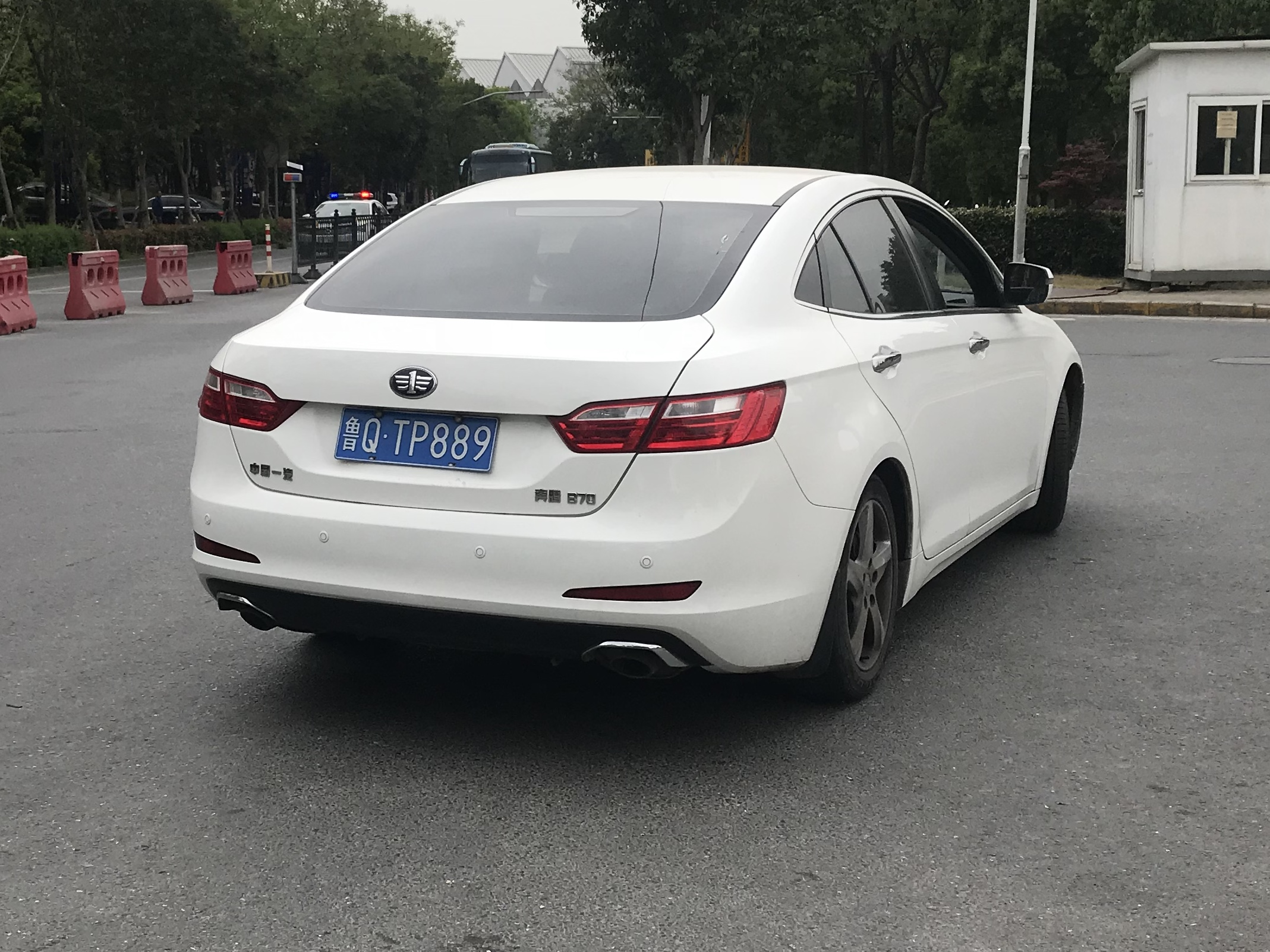
Heckansicht

Am 8. Mai 2014 kam die zweite Generation auf den Markt. Sie basiert auf der zweiten Generation des Mazda6. Für das Fahrzeug werden zwei Ottomotoren mit Saugrohreinspritzung angeboten: einem 2,0-l-Motor mit einer maximalen Leistung von 108 kW ohne Motoraufladung und einem 1,8-l-Motor mit einer maximalen Leistung von 137 kW mit Turboaufladung. Die Übertragung der Motorleistung an die Vorderräder geschieht über ein Sechsgang-Schaltgetriebe oder Sechsgang-Automatikgetriebe. Für das Fahrzeug ist auch eine Ausstattungsvariante mit der Bezeichnung „RS“ erhältlich.
Die letzten Neuzulassungen in China waren im Dezember 2018.

### Technische Daten
|                                            | 1.8                         | 2.0                        |
| ------------------------------------------ | --------------------------- | -------------------------- |
| Bauzeitraum                                | 05/2014–12/2018             | 05/2014–12/2018            |
| Motorkenndaten                             |                             |                            |
| Motorart                                   | Ottomotor                   | Ottomotor                  |
| Motorbauart                                | Reihen-Vierzylinder-Motor   | Reihen-Vierzylinder-Motor  |
| Gemischaufbereitung                        | Saugrohreinspritzung        | Saugrohreinspritzung       |
| Motoraufladung                             | Turbolader                  | —                          |
| Hubraum                                    | 1796 cm³                    | 1999 cm³                   |
| max. Leistung bei min−1                    | 137 kW (186 PS) / 5500–6000 | 108 kW (147 PS) / 6500     |
| max. Drehmoment bei min−1                  | 235 Nm / 2000–4500          | 184 Nm / 4000              |
| Kraftübertragung                           |                             |                            |
| Antrieb, serienmäßig                       | Vorderradantrieb            | Vorderradantrieb           |
| Getriebe, serienmäßig                      | 6-Gang-Automatikgetriebe    | 6-Gang-Schaltgetriebe      |
| Getriebe, optional                         | —                           | [6-Gang-Automatikgetriebe] |
| Messwerte                                  |                             |                            |
| Höchstgeschwindigkeit                      | 215 km/h                    | 200 km/h [196 km/h]        |
| Beschleunigung, 0–100 km/h                 | 10,7 s                      | 11,5 s [12,6 s]            |
| Kraftstoffverbrauch auf 100 km, kombiniert | 9,4 l Super                 | 7,6 l Super [7,6 l Super]  |
| Leergewicht                                | 1545 kg                     | 1460 kg [1480 kg]          |
| Tankinhalt                                 | 58 l                        | 58 l                       |

Werte in eckigen Klammern gelten für Modelle mit Automatikgetriebe

## 3. Generation (seit 2020)

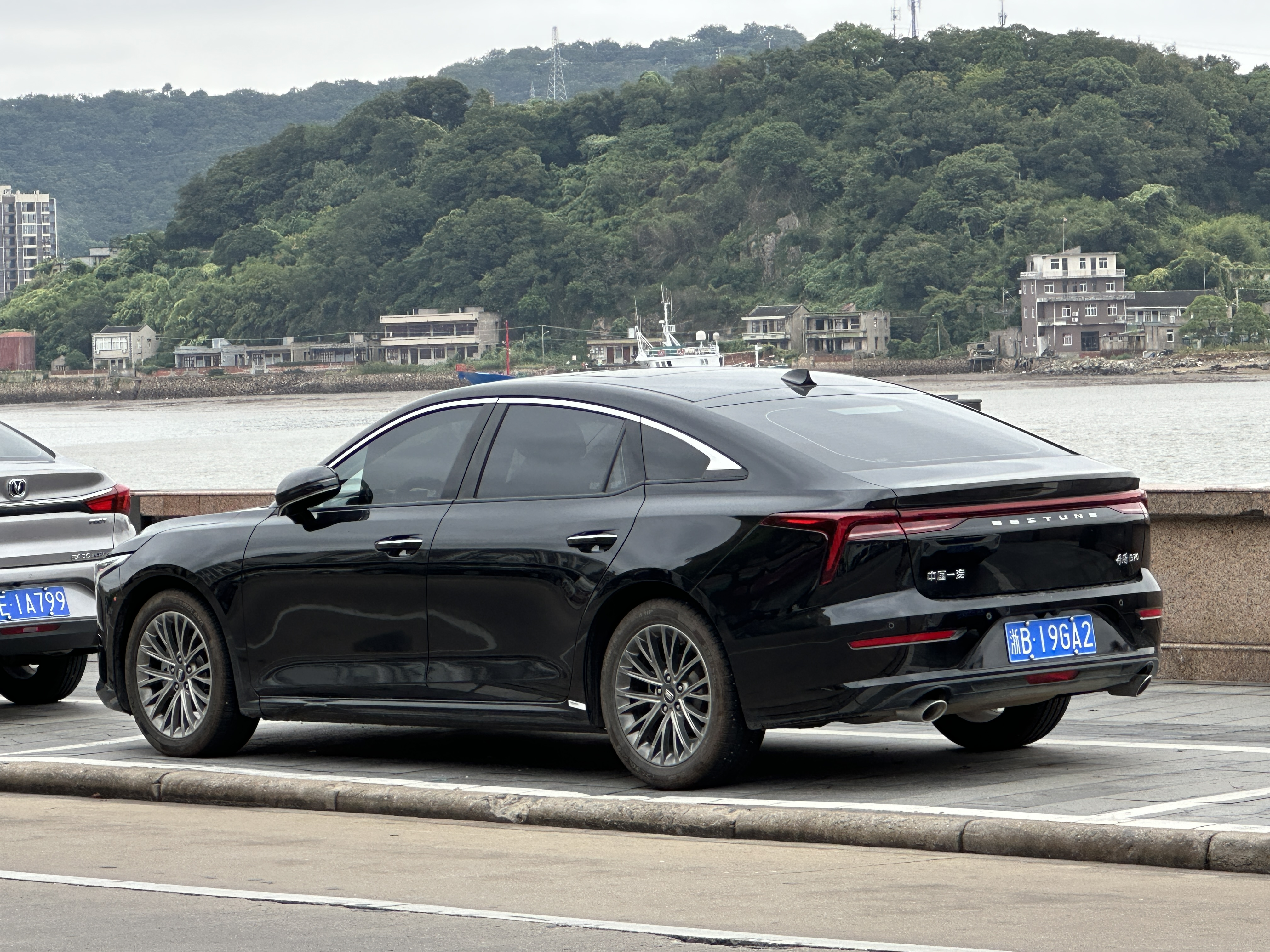
Heckansicht

Die dritte Generation präsentierte der Hersteller im August 2020. Im November 2020 kam sie in China in den Handel. Der russische Markt folgte im April 2023. Der englische Markenname lautet nun Bestune. Eine überarbeitete Version der Baureihe wurde im November 2023 vorgestellt. Deren Markteinführung folgte im darauffolgenden Monat.

### Technische Daten
|                                            | 1.5T                           | 1.5T                             | 2.0T                      | 2.0T                      |
| ------------------------------------------ | ------------------------------ | -------------------------------- | ------------------------- | ------------------------- |
| Markt                                      | Russland                       | China                            | Russland                  | China                     |
| Bauzeitraum                                | seit 04/2023                   | 11/2020–12/2023                  | seit 04/2023              | seit 10/2021              |
| Motorkenndaten                             |                                |                                  |                           |                           |
| Motorart                                   | Ottomotor                      | Ottomotor                        | Ottomotor                 | Ottomotor                 |
| Motorbauart                                | Reihen-Vierzylinder-Motor      | Reihen-Vierzylinder-Motor        | Reihen-Vierzylinder-Motor | Reihen-Vierzylinder-Motor |
| Motoraufladung                             | Turbolader                     | Turbolader                       | Turbolader                | Turbolader                |
| Hubraum                                    | 1498 cm³                       | 1498 cm³                         | 1989 cm³                  | 1989 cm³                  |
| max. Leistung bei min−1                    | 118 kW (160 PS) / 5500         | 124 kW (169 PS) / 5500           | 160 kW (218 PS) / 5500    | 165 kW (224 PS) / 5500    |
| max. Drehmoment bei min−1                  | 258 Nm / 1500–4350             | 258 Nm / 1500–4350               | 340 Nm / 1650–4500        | 340 Nm / 1650–4500        |
| Kraftübertragung                           |                                |                                  |                           |                           |
| Antrieb, serienmäßig                       | Vorderradantrieb               | Vorderradantrieb                 | Vorderradantrieb          | Vorderradantrieb          |
| Getriebe, serienmäßig                      | 7-Gang-Doppelkupplungsgetriebe | 6-Gang-Schaltgetriebe            | 6-Gang-Automatikgetriebe  | 6-Gang-Automatikgetriebe  |
| Getriebe, optional                         | —                              | [7-Gang-Doppelkupplungsgetriebe] | —                         | —                         |
| Messwerte                                  |                                |                                  |                           |                           |
| Höchstgeschwindigkeit                      | 200 km/h                       | 200 km/h [200 km/h]              | 230 km/h                  | 230 km/h                  |
| Beschleunigung, 0–100 km/h                 | 9,3 s                          | k. A. [k. A.]                    | 7,9 s                     | 7,8 s                     |
| Kraftstoffverbrauch auf 100 km, kombiniert | 6,4 l Super                    | 6,1 l Super [6,4 l Super]        | 7,0 l Super               | 7,0 l Super               |
| Leergewicht                                | 1485 kg                        | 1440 kg [1485 kg]                | 1540 kg                   | 1540 kg                   |
| Tankinhalt                                 | 50 l                           | 50 l                             | 50 l                      | 50 l                      |

Werte in eckigen Klammern gelten für Modelle mit Doppelkupplungsgetriebe